# Hardter Straße 511 (Mönchengladbach)

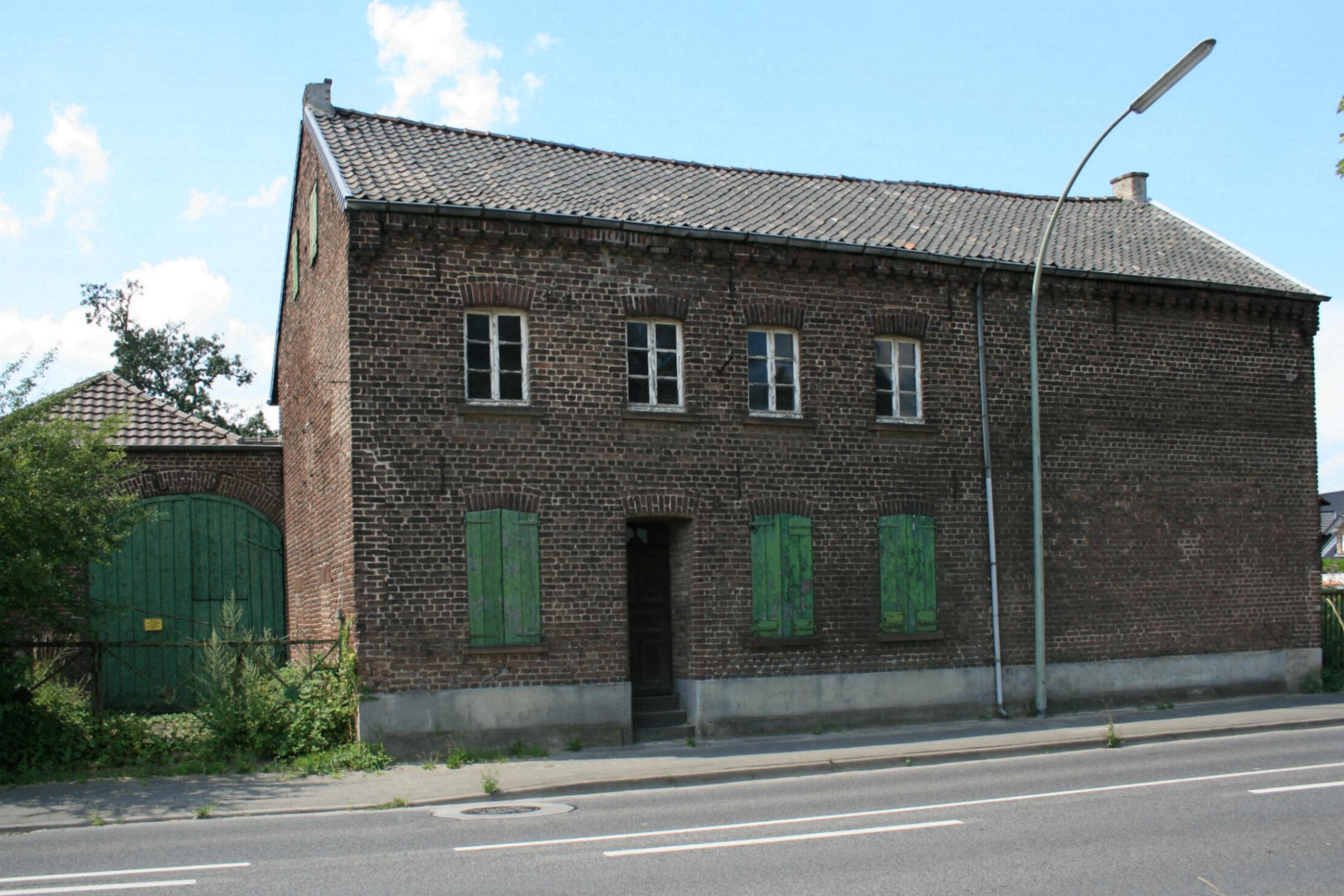
Hofanlage (2010)

Die Hofanlage Hardter Straße 511 steht im Stadtteil Koch in Mönchengladbach (Nordrhein-Westfalen).
Das Gebäude wurde Ende 19./Anfang 20. Jahrhundert erbaut. Es wurde unter Nr. H 105  am 7. März 2008 in die Denkmalliste der Stadt Mönchengladbach eingetragen.

## Lage
Das Objekt liegt auf einem großen, mit Bäumen bestandenen Grundstück in Koch westlich der Ausfallstraße von Mönchengladbach-Koch nach Mönchengladbach-Rheindahlen.

## Architektur
Es handelt sich um eine vierflügelige Hofanlage, die Einzelgebäude gruppiert um einen durch eine zweiflügelige Tordurchfahrt erschlossenen Innenhof. An der Durchgangsstraße liegt das traufständige Wohnhaus, an das sich nach Norden in gleicher Kubatur und unter einem Dach ein Stallgebäude anschließt. Südlich des Wohnhauses liegt über Eck und zurückversetzt eine doppelflügelige Tordurchfahrt, die in den Innenhof führt.
Anschließend an die Tordurchfahrt folgt auf der Südseite des Hofes der ehemalige Pferdestall, im Westen, also parallel zum Wohnhaus, eine große, in mindestens zwei Bauphasen errichtete Scheune und im Norden der ehemalige Schweinestall, an den ein nachträglicher Anbau angefügt ist. Zweigeschossiges, traufständiges, vierachsiges, zweiraumtiefes und quererschlossenes Wohnhaus.
Das Objekt ist bedeutend für die Geschichte des Menschen, für Städte und Siedlungen und/oder für die Geschichte der Arbeits- und Produktionsverhältnisse. Für seine Erhaltung und Nutzung liegen wissenschaftliche, architektur-/bauhistorische, und volkskundliche Gründe vor.